# 4-庚醇
4-庚醇是一种醇，和1-庚醇、2-庚醇和3-庚醇是异构体，化学式 (C3H7)2CHOH。

## 性质
4-庚醇是一种黄色液体，不溶于水。

## 危险性
4-庚醇可以和空气混合，形成爆炸性混合物。它的闪点 54 °C，自燃温度 295 °C。